# Championnat d'Ukraine de football de deuxième division
Le championnat d'Ukraine de deuxième division, aussi appelé Percha Liha (ukrainien : Перша ліга), est une compétition ukrainienne de football fondée en 1992 après l'indépendance du pays de l'Union soviétique en août 1991. Il constitue la seconde division du football professionnel ukrainien et est organisé depuis 1996 par la Ligue de football professionnel (en) (PFL).
Le championnat comprend seize équipes, dont la première à l'issue d'une saison est promue directement en première division, tandis que le deuxième et le troisième disputent un barrage de promotion contre le dixième et le onzième du premier échelon. Dans le même temps, les deux derniers au classement sont relégués en troisième division tandis que le treizième et quatorzième dispute des barrages de relégation.
L'actuel tenant du titre est le Veres Rivne, qui remporte le championnat de deuxième division à l'issue de la saison 2020-2021 pour son deuxième titre dans la compétition. Le Dynamo-2 Kiev, l'Hoverla Oujhorod et le Zirka Kropyvnytsky sont quant à elles les équipes les plus titrées de la compétition avec trois championnats remportés pour chaque.

## Palmarès
| Saison    | Clubs | Champion(s)                                           | Autre(s) promu(s)                              | Meilleur(s) buteur(s)                                                                         |
| --------- | ----- | ----------------------------------------------------- | ---------------------------------------------- | --------------------------------------------------------------------------------------------- |
| 1992      | 28    | Veres Rivne (groupe A) Kryvbass Kryvyï Rih (groupe B) | -                                              | Denys Filimonov (Kryvbass Kryvyï Rih, 16)                                                     |
| 1992-1993 | 22    | Nyva Vinnytsia                                        | Temp Chepetivka                                | Roman Hryhortchouk (Prykarpattia Ivano-Frankivsk (uk), 26) Ihor Koliada (Temp Chepetivka, 26) |
| 1993-1994 | 20    | Prykarpattia Ivano-Frankivsk (uk)                     | Evis Mykolaïv                                  | Serhiy Tchouïtchenko (Polihraftekhnika Oleksandriïa, 26)                                      |
| 1994-1995 | 22    | Zirka-NIBAS Kirovohrad                                | CSKA-Borysfen Boryspil                         | Serhiy Tchouïtchenko (Polihraftekhnika Oleksandriïa, 27)                                      |
| 1995-1996 | 22    | Vorskla Poltava                                       | -                                              | Serhiy Tchouïtchenko (Polihraftekhnika Oleksandriïa/Vorskla Poltava, 35)                      |
| 1996-1997 | 24    | Metalurh Donetsk                                      | Metalurh Marioupol                             | Oleksi Antioukhine (Dynamo-2 Kiev, 22)                                                        |
| 1997-1998 | 22    | SK Mykolaïv                                           | Metalist Kharkiv                               | Oleh Hrytsaï (FK Tcherkassy, 22) Hennadi Skidan (SK Mykolaïv, 22)                             |
| 1998-1999 | 20    | Dynamo-2 Kiev                                         | Tchornomorets Odessa                           | Oleh Hrytsaï (FK Tcherkassy, 19)                                                              |
| 1999-2000 | 18    | Dynamo-2 Kiev (2)                                     | Stal Altchevsk                                 | Pavlo Parchyne (Polissia Jytomyr, 17)                                                         |
| 2000-2001 | 18    | Dynamo-2 Kiev (3)                                     | Hoverla Oujhorod Polihraftekhnika Oleksandriïa | Serhiy Tchouïtchenko (Polihraftekhnika Oleksandriïa, 20)                                      |
| 2001-2002 | 18    | Volyn-1 Loutsk                                        | Tchornomorets Odessa Obolon Kiev               | Vasyl Sachko (Volyn-1 Loutsk, 17) Viktor Arefiev (Stal Altchevsk, 17)                         |
| 2002-2003 | 18    | Zirka Kirovohrad (2)                                  | Borysfen Boryspil                              | Maksym Chtaïer (FK Krassyliv, 15)                                                             |
| 2003-2004 | 18    | Zakarpattia Oujhorod                                  | Metalist Kharkiv                               | Oleksandr Aliyev (Dynamo-2 Kiev, 16)                                                          |
| 2004-2005 | 18    | Stal Altchevsk                                        | Arsenal Kharkiv                                | Roman Pakholiouk (Nyva Vinnytsia, 17)                                                         |
| 2005-2006 | 18    | Zorya Louhansk                                        | Karpaty Lviv                                   | Bohdan Iessyp (Naftovyk-Oukrnafta Okhtyrka, 19)                                               |
| 2006-2007 | 19    | Naftovyk-Oukrnafta Okhtyrka                           | Zakarpattia Oujhorod                           | Matviy Bobal (Ihroservis Simferopol, 16)                                                      |
| 2007-2008 | 20    | Illitchivets Marioupol                                | FK Lviv                                        | Matviy Bobal (Ihroservis Simferopol, 23)                                                      |
| 2008-2009 | 17    | Zakarpattia Oujhorod (2)                              | Obolon Kiev                                    | Oleksandr Pychtchour (Volyn Loutsk, 22)                                                       |
| 2009-2010 | 18    | PFK Sébastopol                                        | Volyn Loutsk                                   | Serhiy Koutcherenko (Krymteplytsia Molodijne, 19)                                             |
| 2010-2011 | 18    | FK Oleksandriïa                                       | Tchornomorets Odessa                           | Rouslan Hountchak (Bukovyna Tchernivtsi, 20)                                                  |
| 2011-2012 | 18    | Hoverla-Zakarpattia Oujhorod (3)                      | Metalurh Zaporijia                             | Oleksandr Kosyrin (FK Odessa/Hoverla-Zakarpattia Oujhorod, 19)                                |
| 2012-2013 | 18    | PFK Sébastopol (2)                                    | -                                              | Serhiy Kouznetsov (PFK Sébastopol, 18)                                                        |
| 2013-2014 | 16    | Olimpik Donetsk                                       | -                                              | Oleksandr Akymenko (Stal Altchevsk, 13)                                                       |
| 2014-2015 | 16    | FK Oleksandriïa (2)                                   | Stal Dniprodzerjynsk                           | Stanislav Koulich (Stal Dniprodzerjynsk, 21)                                                  |
| 2015-2016 | 16    | Zirka Kirovohrad (3)                                  | -                                              | Artem Favorov (Obolon-Brovar Kiev, 16)                                                        |
| 2016-2017 | 18    | Illitchivets Marioupol (2)                            | Veres Rivne                                    | Rouslan Stepaniouk (Veres Rivne, 24)                                                          |
| 2017-2018 | 18    | Arsenal Kiev                                          | Desna Tchernihiv                               | Oleksandr Akymenko (Inhoulets Petrove, 25)                                                    |
| 2018-2019 | 15    | SK Dnipro-1                                           | Kolos Kovalivka                                | Stanislav Koulich (SK Dnipro-1, 17)                                                           |
| 2019-2020 | 16    | FK Mynaï                                              | Inhoulets Petrove Rukh Lviv                    | Denys Kozhanov (Volyn Loutsk, 18)                                                             |
| 2020-2021 | 16    | Veres Rivne (2)                                       | Metalist 1925 Kharkiv Tchornomorets Odessa     | Ruslan Chernenko (en) (Ahrobiznes Volotchysk, 15)                                             |
| 2021-2022 | 16    | Titre non décerné                                     | Metalist Kharkiv Kryvbass Kryvy Rih            | —                                                                                             |

1. 1 2 3  En tant qu'équipe réserve du Dynamo Kiev, le Dynamo-2 n'est pas éligible à la promotion malgré sa victoire en championnat.
2. ↑  L'édition 2021-2022 du championnat est interrompue définitivement à la suite de l'invasion de l'Ukraine par la Russie en février 2022. Le titre de champion n'est de ce fait pas attribué. La Ligue de football professionnel (en) confirme cependant le maintien des montées directes[1].

### Bilan par club
| Club                              | Champion | Vice-champion | Édition(s) remportée(s)         |
| --------------------------------- | -------- | ------------- | ------------------------------- |
| Dynamo-2 Kiev                     | 3        | 2             | 1998-1999, 1999-2000, 2000-2001 |
| Hoverla-Zakarpattia Oujhorod      | 3        | 2             | 2003-2004, 2008-2009, 2011-2012 |
| Zirka Kirovohrad                  | 3        | 0             | 1994-1995, 2002-2003, 2015-2016 |
| FK Oleksandria                    | 2        | 1             | 2010-2011, 2014-2015            |
| PFK Sébastopol                    | 2        | 0             | 2009-2010, 2012-2013            |
| Illitchivets Marioupol            | 2        | 0             | 2007-2008, 2016-2017            |
| Veres Rivne                       | 2        | 0             | 1992 (groupe A), 2020-2021      |
| Stal Altchevsk                    | 1        | 1             | 2004-2005                       |
| MFK Mykolaïv                      | 1        | 1             | 1997-1998                       |
| Arsenal Kiev                      | 1        | 1             | 2017-2018                       |
| Kryvbass Kryvyï Rih               | 1        | 0             | 1992 (groupe B)                 |
| Nyva Vinnytsia                    | 1        | 0             | 1992-1993                       |
| Prykarpattia Ivano-Frankivsk (uk) | 1        | 0             | 1993-1994                       |
| Vorskla Poltava                   | 1        | 0             | 1995-1996                       |
| Metalurh Donetsk                  | 1        | 0             | 1996-1997                       |
| Zorya Louhansk                    | 1        | 0             | 2005-2006                       |
| Naftovyk-Oukrnafta Okhtyrka       | 1        | 0             | 2006-2007                       |
| Olimpik Donetsk                   | 1        | 0             | 2013-2014                       |
| SK Dnipro-1                       | 1        | 0             | 2018-2019                       |
| FK Mynaï                          | 1        | 0             | 2019-2020                       |